# Surf en los Juegos Olímpicos de Los Ángeles 2028
Las competiciones de surf en los Juegos Olímpicos de Los Ángeles 2028 se realizarán en la playa Trestles de Orange County, en julio de 2028 al sur de Los Angeles.